# Port lotniczy Poza Rica
Port lotniczy Poza Rica (IATA: PAZ, ICAO: MMPA) – port lotniczy położony w Tihuatlán, w pobliżu Poza Rica, w stanie Veracruz, w Meksyku.